# Guillaume Ier de Tilly
Pour les articles homonymes, voir Guillaume Ier.
Guillaume Ier de Tilly († vers 1172) est un chevalier anglo-normand du XIIe siècle, membre de la famille de Tilly.
Guillaume fils de Jean possédait la seigneurie de Tilly-sur-Seulles mais était également baron d’Harptree en Angleterre. Son père, Jean, pourrait être un des membres de la famille d'Ivry, certains pensent qu'il est un des jeunes fils d'Ascelin Goël (possesseur d'Herpetreu ou Harpetree) et d'Isabelle de Breteuil (fille de Guillaume Fitz Osbern, membre de la famille de Crépon).

## Vie en Normandie
Selon l’abbé de La Rue et selon une notification du 24 mai 1206 dans laquelle le roi Jean attribue à Robert de Mandeville la baronnie de Marshwood (Dorset), Guillaume de Tilly est cité comme étant Sénéchal de Normandie sous Henri II.

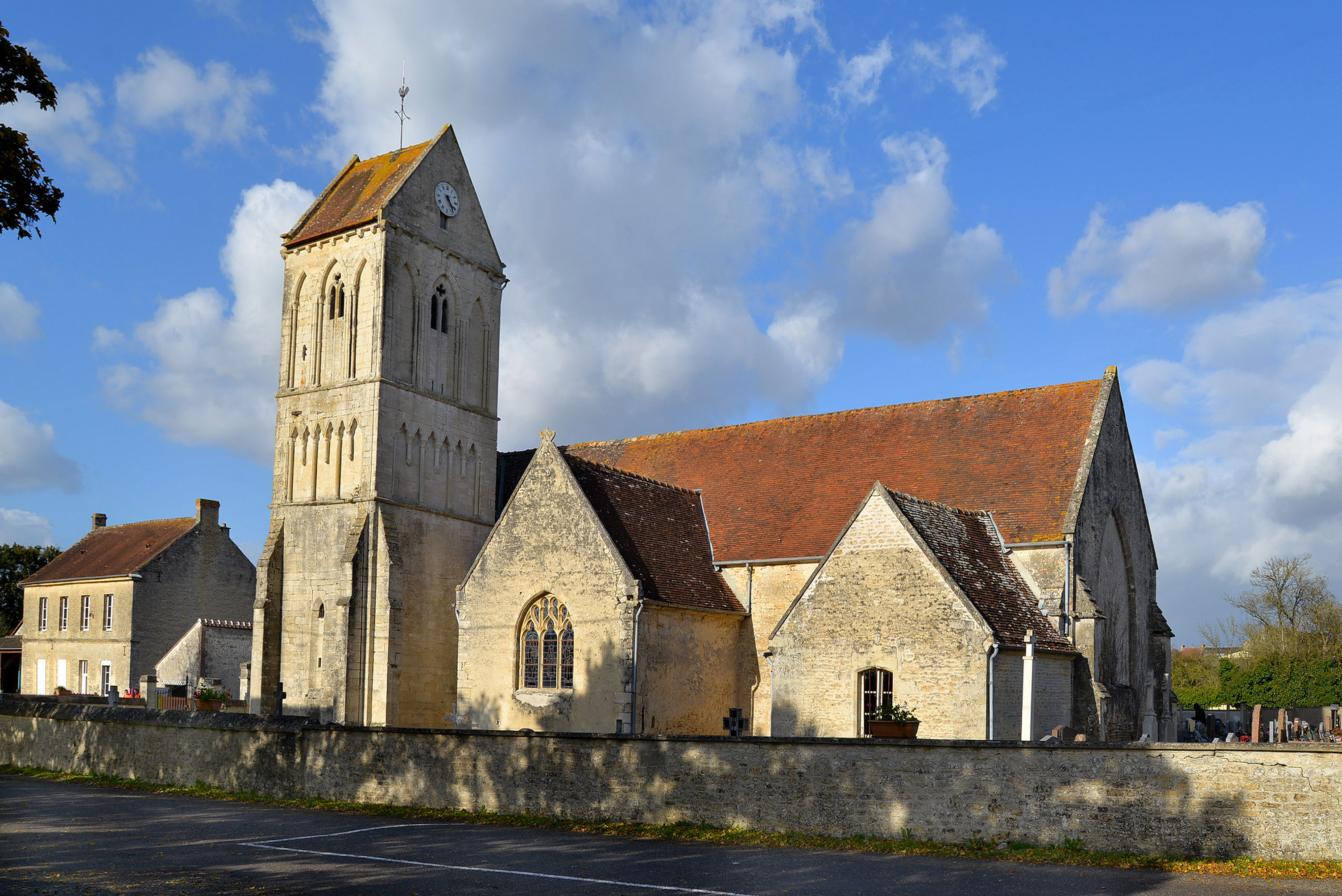
Église Saint-Ouen d’Occagnes (Orne)

Il tenait en effet une place importante dans l’administration de la Normandie, il assista à de nombreuses assemblées et son nom se trouve régulièrement parmi les témoins des actes d’Henri II. A la lecture des actes du début du règne d’Henri II (1156-1157), on constate que Guillaume fils de Jean tient un rôle de bailli du roi en Normandie. Il s’adresse à Guillaume pour qu’il fasse reconnaître par les anciens de Caen les maisons qui devaient payer le cens ou encore pour qu’il fasse une enquête sur les droits de moute et les droits forestiers des évêques de Bayeux et les restitutions auxquelles ils ont droit.
Guillaume donna des terres du château de Tilly à la cathédrale de Bayeux avant 1153.
Il donna également conjointement avec Guillaume de Glos l'église Saint-Ouen d'Occagnes aux ermites du Désert (Les Baux-de-Breteuil).

## Possessions anglaises
William Fitz John était baron d’Harptree et a probablement été à l'origine de la construction du château de Richmont ainsi que de celle de l'église Sainte-Marie de West Harptree.
En 1212 Henri Ier donna la seigneurie de Wonford (Devon) à Geoffroy de Mandeville, qui la donna à Guillaume Fitz Jean comme dot pour le mariage de sa fille.
Durant la guerre civile anglaise, Guillaume Fitz Jean de Harptree prit le parti de Mathilde. En 1138, après le siège de Bristol, Étienne l’assiégea dans son château de Richmont à East Harptree et s’en empara après avoir simulé une fuite.
En 1159, Henri II confia l'éducation de son fils âgé d'à peine 4 ans à Thomas Becket. En 1163, les relations entre le roi et l'archevêque se refroidissent et la tutelle d'Henri le Jeune est confiée en novembre 1163 à Guillaume Ier de Tilly. Après le couronnement d'Henri le Jeune en 1170, la tutelle passera à Guillaume le Maréchal.
Guillaume donna une partie de ses terres de West Harptree aux templiers entre 1154 et 1172.

## Famille
Guillaume avait épousé Denise de Mandeville, fille de Raoul de Mandeville, seigneur de Marshwood (Angleterre).
Après sa mort, Henry de Tilly, son fils ainé, choisit de s'installer en Normandie au château de Fontaine-Henry et son fils cadet, Guillaume Fitz Jean II, à Harptree en Angleterre.